# Шио
Шио (венг. Sió) — канал в центральной Венгрии. Соединяет озеро Балатон с Дунаем. Используется для отвода избытка воды из Балатона. Протекает по руслу одноимённой реки.
Построен в 292 году н. э. римлянами, перестроен в XIX веке. Длина 120 км, ширина 20—30 м.
Начинается у города Шиофок (имеется шлюз). Проходит через город Сексард и несколькими километрами восточнее впадает в Дунай.
Канал Шио протекает через венгерские области Шомодь, Фейер и Тольна.